# 거침없이 하이킥
《거침없이 하이킥!》은 하이킥 시리즈의 첫번째 작품으로, 2006년 11월 6일부터 2007년 7월 13일까지 방영했던 문화방송 일일 시트콤이다. 《순풍산부인과》, 《웬만해선 그들을 막을 수 없다》, 《똑바로 살아라》, 《귀엽거나 미치거나》 등의 시트콤을 연출한 김병욱 PD가 연출에 직접 참여하였다.

## 특징
- 2006년 10월 19일 첫 촬영에 들어갔으며, 배우들의 말에 따르면 주5회 방영이라 1주일에 6일은 촬영을 했다고 한다.
- 시트콤으로서는 시청률이 20%를 넘나들며 높은 인기를 모았고, 주·조연 배우들이 인기에 힘입어 많은 광고를 찍기도 하였다.
- 또한 이순재는 '야동 순재', 서민정은 '꽈당 민정', 박해미는 'OK 해미'라는 별명을 얻었고, 이순재는 MBC 방송연예대상 대상을 수상하였다. 일본에서는 2007년 5월 21일부터 위성 방송 KNTV에서 한글 자막과 함께 방영했다.[3]

- 또한, 방영 당시 인기와 호응이 좋아 《거침없이 하이킥》이라는 제목으로 사진 책도 나왔을 뿐만 아니라, 이후 시리즈로 2탄 《지붕 뚫고 하이킥!》이 2009년 9월 7일부터 2010년 3월 19일까지, 3탄 《하이킥! - 짧은 다리의 역습》이 2011년 9월 19일부터 2012년 3월 29일까지 MBC를 통해 방영하였다.

## 등장 인물

### 이씨 집안
- 정일우 : 이윤호(16세) 역 (아역 조영민) - 고1

1990년 10월생. 준하와 해미의 작은아들. 발육이 빨라 형과 같이 학교 생활을 시작한다. 초등학교 때만 해도 형 못지않게 공부를 곧잘 하는 편이었지만 어느 날 준하의 선배가 몰고 다니는 오토바이를 한번 타 본 후 오토바이에 푹 빠졌고 통학 시 학교 창문을 넘어 다니며 잘하던 공부하고도 담을 쌓아 날마다 싸움만 하고 다니는 꼴통이 되고 만다. 싸움, 오토바이 때문에 가족과 종종 마찰을 빚는다. 어느 날 담임 서민정에게 사랑의 감정을 느꼈지만 사랑이란걸 잘 참으면서도 그녀가 곤경에 처하면 흑기사처럼 나타나 도와주곤 한다. 이후 자신을 다른 아이들처럼 동등하게 대해주는 그녀에게 반해 개과천선을 하기 시작하지만 민용과 재혼한다는 소식을 듣고는 엄청나게 슬퍼한다. 처음엔 형을 동생 보듯 깔보았지만 나중에는 우울증을 극복시켜줄 만큼 우애가 돈독해진다. 마지막 부분에서는 학교 1년 휴학하고 오토바이로 전국여행을 다니다가 어느 한 시골 여자중학교에서 소나기를 피하고 소나기가 그치자 열쇠고리를 떨어뜨려 가다가다시 돌아와서는 서민정 선생과 다시 만났다.
- 김혜성 : 이민호(17세) 역 - 고1 (아역 미상)

1990년 1월생. 준하와 해미의 장남. 전교 1등을 놓치지 않을 만큼 똑똑한 머리와 꽃미남이다. 학교에서는 반장이자 선도부이다. 콤플렉스는 작은 키번호. 이마저도 1번으로 밀리기 일쑤. 어느 날, 이사떡을 돌리러 온 유미에게 첫눈에 반해 난생처음으로 여자친구란 게 생긴다. 하지만 그녀의 진짜 정체가 드러난후 종적을 감춰버린 것도 모자라 절친했던 범마저도 미국으로 유학을 떠나버린 후에는 우울증에 시달린다. 그러다 동생 윤호 덕분에 무사히 털고 일어난다.
- 이순재 : (70세) (아역 이태리) - 한의사 민호 윤호 할아버지

이씨 가족의 가장. 괴팍하고 고지식하며 다혈질에다가 다소 폭력적이기까지 하다. 식구들에겐 언제나 구박만 할 뿐 한 번도 살갑게 돌아보는 법이 없다. 하지만 아들 준하가 사돈 인맥으로 일하게 된 회사에서 상사 구두닦이나 하고 있는 걸 보고는 구두를 팽개치고 아들 손을 잡고 회사를 박차고 나오기도 했다. 버스를 타고 집으로 돌아가면서도 한 번도 아들의 손을 놓지 않았다. 이것이 그가 보여준 유일한 자상함이었다. 한 번은 컴퓨터를 만지다 우연히 보게 된 야동에 푹빠져 남몰래 야동을 보다가 식구들에게 걸린 적이 있다. 그 길로 창피함에 집을 뛰쳐나간 후 일주일 동안 여관을 전전하다 돌아왔다. 이후 "야동 순재"란 별명을 얻었다. 한방병원 원장이지만 침은 며느리인 해미가 자기보다 훨씬 잘 놓는다. 침을 못 놓는 탓에 환자 끊긴 진료실에서 시간낭비나 한지 오래고 주변 사람들로부터 종종 '돌팔이'라는 소리를 들어 164회에서 은퇴하게 된다. 167회에서는 아프리카를 갔다온 후 체체파리에 물려 항상 잠만 잔다.
- 나문희 : (68세) (아역 정지안) - 순재의 아내, 전업주부 민호 윤호의 할머니

이씨 집안의 살림을 책임지는 안주인. 순재네 집 식모였다가 순재와 결혼했다. 본인 말에 한마디도 안지는 큰며느리 해미와는 앙숙지간이다. 그래서 개성댁과 대화할 때 늘상 그녀를 싹퉁바가지라고 부른다. 천하장사를 자칭하는 나씨 집안의 딸이고 늑대를 때려잡거나 뱀을 잡아 구워 먹을 정도로 대담하고 힘이 세다. 호박고구마라고 밥상에서 외친 대사는 합성물로 자주 만들어진다. 천하장사 나씨집안의 여동생이다.
- 박해미 : (45세) - 준하의 아내, 한의사 민호 윤호의 어머니

이씨 집안의 큰며느리로, 현재의 이씨 집안을 일으킨 공로자. 평소 카리스마가 넘치는 능력 있는 한의사이며 매사에 당당하다. 그러나 가끔 도가 지나친 면이 있으며 화가 나면 연극적인 모습을 보이고 다른 사람의 말을 중간에 끊기도 한다. 시동생인 민용과 동서인 신지와 앙숙이다. "OK!"란 말을 매우 즐겨 쓴다. 신통하다고 소문난 무당도 인정한 카리스마의 소유자. 언뜻 보기에는 민호만 편애하고 윤호를 홀대하는 것 같지만 사실은 두 아들을 차별 없이 똑같이 대하고 있다. 심지어 윤호가 학교에서 사고라도 치는 날이면 평소엔 그렇게 못마땅하게 여기던 민용조차도 학교 선생님으로 여기며 사과할 정도. 전설의 술버릇을 가지고 있으며 노래할 때 남은 마이크로 화음을 넣는다.
- 정준하 : 이준하(43세) 역 - 주식투자자 겸 백수 박해미의남편 민호 윤호의 아버지

순재와 문희의 장남. 할일없이 집에서 빈둥거리며 주식투자를 하고 있지만 그 투자마저도 번번이 쪽박치기 일쑤. 평소에는 매일 먹고 자고 방귀만 뀌어대는데다 아내의 말이라면 자다가도 복종하는 공처가지만 술에만 취하면 식신괴물로 돌변해 온 식구들에게 추태를 부린다. 한번은 집안을 난장판으로 만들다가 봉에서 줄로 묶인적도 있다. 그의 술주정을 말릴 수 있는 건 아내 해미가 전부다. 후반부 마지막 부분에는 철호와 같이 중국에 투자한 주식이 대폭으로 상한가를 쳐서 주식회사를 다니고 있다.
- 최민용 : 이민용(27세) 역 (아역 신태훈) - 고등학교 체육교사 민호 윤호 막내 삼촌.

순재와 문희의 차남. 백수인 형과는 달리 고등학교 체육교사라는 안정된 직업을 가졌으며 형이 공처가인데 비해 마누라한테 제 할말 다하는 성격. 준하처럼 결혼도 하고 아이도 낳았지만 2년 만에 갈라섰고 살던 신혼집에서도 쫓겨나 집 옥탑방에 살게 된다. 이후 같은 동료교사 서민정과 눈이 맞아 그녀와 재혼하기로 결심하지만 민정의 집안의 반대와 유학 간 전처의 교통사고 소식을 들은 후 신지에게 돌아갔고 그녀와 재결합한다. 젊지만 워낙에 엄격하고 깐깐한 이미지다 보니 아이들 사이에선 '미친 개'라는 별명으로 유명하며 공사구분도 철저하다. 그래서 민호와 윤호를 집에서만 조카로 대할 뿐 학교에서는 다른 아이들처럼 똑같은 학생으로 대한다. 민호, 윤호 역시 학교에서나 집에서나 일관되게 삼촌으로 부르지만 최소한의 선생님 대우는 하는 편. 하지만 학생 지도를 할 땐 그 삼촌 소리조차도 못하게 하며 엄격해진다.(78회 이전 1학년 3반 담임, 78회 이후 2학년 7반 담임)
- 신지 : 신지 → 신봉희(26세) - 민용의 전처

시트콤 전체의 화자. 민용의 전처. 민용과는 캠퍼스 커플로 만났고 원래 작곡 공부를 계속할 생각이었지만 결혼과 임신으로 인해 무참히 짓밟힌다. 게다가 결혼했으니 집에서 애나 보라는 남편 민용의 막말에 울분이 폭발해 이혼을 해버렸고 이후 못다한 공부를 하기 위해 러시아로 유학을 떠났지만 그곳에서 만난 발레리노에게 사기를 당해 빈털터리 신세가 되어 한국에 돌아와 민정과 함께 살게 된다. 비록 민용과 이혼하긴 했지만 준이 때문에 자주 왕래를 하는 편. 게다가 만날 때마다 반갑게 인사를 하는 편이지만 단지 그뿐이다. 민정과 민용의 결혼 소식을 듣고는 두 사람을 방해하지 않기 위해 모스크바로 유학을 떠났다가 교통사고를 당했다. 이후 민용과 재결합한다.
- 고채민 : 이준(1세) 역

시트콤의 화자. 민용과 신지의 아들. 미래의 모습은 서경석. 처음 시작할 당시 우주비행사로 나온다.
- 셔틀랜드 쉽독 : 범민이 역

민호와 김범의 반려견. 입양하자마자 금방 분양간다.

### 유미네 가족
- 박민영 : 강유미(20세) 역 - 고등학생(중도 하차)

해미의 동창 유정민과 그녀의 남편 강철봉 사이에 난 딸. 이사떡을 돌리러 온 일을 계기로 민호네와 인연을 맺었고 곧 민호와 가까워진다. 예쁘장한 외모와는 달리 지적수준은 윤호 못지않게 빈약한 육상선수. 진짜 정체는 스파이. 게다가 나이도 또래들보다 3살이나 많지만 당연히 주위에는 이를 철저히 숨기고 평범한 10대로 위장한다. 다만 2학년 담임 민용에게는 자신의 정체를 밝히고 운전면허증까지 공개했지만 민용은 아무리 간첩이거나 20대 성인이라도 학교에서는 누구든 똑같은 학생으로 대하기 때문에 학교에서 귀걸이를 하거나 화장을 하거나 짧은 치마를 입거나 하이힐을 신는 등(민호 집에 있거나 밖에서 만났을때는 상관 안한다.) 학생 본분에 어긋나는 것을 용납하지 않는다. 또한 유미가 전교꼴등이라는 이유로 민용은 자신의 반에서 전교꼴등 학생이 나오는 것을 용납 못한다며 시험 전까지 매일 연습장 과제를 내준다. 그걸 못하면 못한만큼 벌을 받게 한다. 유미는 처지가 처지인만큼 사람들을 속이는 게 일상이 될 수밖에 없었지만 그런 걸 다 떠나서 민호를 사랑했던 마음은 진심이었다. 그래서 부모가 살해당하고 간첩신분이 만천하에 드러나기 시작할 때도 민호에게만은 좋은 기억만을 남겨주려고 고군분투하지만 이마저도 실패. 박진우를 죽이고 나서는 종적을 감춰버린다는 설정으로 152화를 끝으로 유정민과 함께 하차했다.(78회 이전 1학년 8반, 78회 이후 2학년 7반)
- 김경룡 : 강철봉(47세) 역 - 조각가(이중간첩) (중도 하차)

유미의 아빠. 말수가 적고 무뚝뚝한데다 조각가라는 흔치않은 직업을 가졌지만 이는 위장용일 뿐 진짜 정체는 조총련계 간첩. 하지만 국정원의 설득으로 그들의 정보원 노릇을 하게 되면서 이중스파이가 된다. 조총련계에서 다른 쪽으로 전향한다는 건 배신과도 같은 일이었기에 동료 간첩들에게도 이를 숨기고 있었지만 개성댁 살인사건 소동을 계기로 수상한 정황이 하나둘 드러나기 시작하더니 국정원 요원으로 위장한 박진우에게 덜미가 잡혀 살해당한 이후로는 정체가 들통나고 말았다. 그의 죽음은 같은 스파이였던 딸아이도 위태로워지는 계기가 된다. 박진우에게 총에 맞고 사망하는 설정으로 하차했다.
- 이경미 : 유정민(45세) 역 - 주부 겸 트로트 가수(중도 하차)

해미의 고교 동창. 남편과는 달리 평범한 주부이며 '사랑은 개나소나'라는 노래로 데뷔한 트로트 가수다. 남편을 살해한 박진우에 대해서 파헤치고 다니다 중국에서 찍은 남편의 사진 속에서 박진우의 얼굴을 발견했고 그 순간 뒤이어 나타난 박진우에게 총을 맞고 살해당해 152화를 끝으로 강유미와 함께 하차했다.

### 학교
- 서민정 : (26세) - 고등학교 영어 교사

풍파고에 새로 온 영어교사. 교무실 책상 위치가 민용의 바로 옆이다. 처음에는 교사의 기본적으로 갖추어야 할 통제력이나 기가 전혀 없는 탓에 거꾸로 아이들에게 놀림감이 되기 일쑤였지만 보다 못한 동료 교사들의 도움을 받으며 점차 교사다운 엄격한 구석을 갖추어 나가기 시작한다. 어느 날부터 책상 위치도 가깝고 함께 다니는 시간이 많은 민용과 아이들에게 놀림받고 서러워서 울 때마다 챙겨주는 윤호가 눈에 들어오기 시작했지만 민정의 시선에서 윤호는 자신이 가르치는 학생이었기에 당연히 민용을 택하고 이후 결혼을 약속한다. 하지만 민용이 전처인 신지 곁으로 돌아간 뒤 엄청난 슬픔에 빠진다. 마지막 화에서는 윤호와 민정의 우정 증거인 열쇠고리를 발견하고 윤호와 다시 재회했다.(78회 이전 1학년 4반 담임, 78회 이후 2학년 1반 담임)
- 김범 : (17세) - 고등학생

순재 친구의 손자. 그래서 민호, 윤호 형제하고 어릴 때부터 가깝게 지냈고 윤호하고도 나이 차이를 따지지 않고 친구로 지낸다. 민호하고는 언제나 그림자처럼 붙어다니는 절친한 친구지만 유미와 만났다 하면 트러블만 일으키는 사이. 하지만 극 후반, 그녀가 자기보다 3살이나 많은 걸 알고는 종종 '누나' 말이 튀어나온다. 마지막 화에서 돌연 미국으로 유학을 떠나버렸다.(78회 이전 1학년 4반, 78회 이후 2학년 1반)
- 염승현 : (17세) - 고등학생

윤호와 풍파고 짱을 놓고 다투는 라이벌이다. 항상 윤호의 일을 가로막는 인물이다. 민정을 좋아하는 것을 티내고 다녀서 윤호가 싫어한다. 어느 날 자신이 학교에 오토바이를 타고 온 것에 대해 반장이자 선도부인 민호가 학생주임선생님께 말해서 그것에 격분하여 민호에게 "켄터키 후라이드 쫀쫀해요 빠방"으로 복수를 하고 이를 안 순재는 화가 나서 그를 혼내려고 찾으려 했으나 범이가 이름을 정확하게 알려주지 않았기 때문에 영원히 찾지 못할 존재가 되고 말았다.(78회 이전 1학년 3반, 78회 이후 2학년 1반)
- 황찬성 : (17세) - 고등학생

원래 염승현과 같이 붙어다녔지만 승현이 혼자 도망가버리는 바람에 위험에 처했을 때 윤호가 도와준 일을 계기로 승현을 버리고 윤호로 갈아탔다. 이후 멋대로 윤호의 집에 찾아와 그의 가족들에게도 싹싹하게 아부를 한 터라 문희가 매우 총애한다. 한방병원 간호사 유희진과 연애플래그가 있다. 마지막 화에서 '황찬성과 아이들’로 연예계에 데뷔한다. (78회 이전 1학년 3반, 78회 이후 2학년 1반) 데뷔 전 2PM의 닉쿤, 옥택연이 ‘아이들'로 출연했다.
- 나혜미 : (17세) - 고등학생

풍파고에 전학 온 학생으로 민호와 윤호의 삼촌 민용의 반에 편성된다. 116회부터 새로 등장한 인물이다. 윤호를 보자마자 첫눈에 반했고 날마다 그를 쫓아다니지만 단박에 유미와는 처음 만나자마자 시비를 걸며 트러블을 일으켰고 이후 그녀를 '짜리'라고 부르며 살벌한 라이벌 관계가 된다. 하지만 유미가 정말로 사라지자 예상외로 씁쓸한 반응을 보였으며 유미가 민용과의 약속을 지키기 위해 잠시나마 돌아왔을 땐 "짜리 오니깐 학교다닐맛 나네."라고 말하기까지 했다. 아마 티격태격하는 사이에 정이 든 모양이다.
- 홍순창 : - 풍파고등학교 교감

특이한 반어법을 구사하며 핀잔을 줄 때도 언제나 반어법이다. 그러나 순재네 가족에게는 못 당한다. "굿, 굿, 굿굿, 굿이에요!"란 표현을 자주 쓴다. 특히 이민용 선생에게 핀잔을 많이 준다.

### 한방병원
- 정선우 : 유희진[6] 역 - 한방병원 여자 간호사

순재네 한방병원에 근무 중인 간호사다. 연기에 관심이 있어 마지막 편에서 탤런트가 된다.
- 박승찬 : - 한방병원 남자 간호사

순재네 한방병원에 근무 중인 간호사다. 속으로 유간호사를 좋아하지만 겉으로 표현하지 못한다. 순재에게 잘 보이려 하지만 잘 되지 않는다.

### 단역
- 이수나 : (개성댁), 역(중도 하차), (1인 2역):문희의 절친한 친구. 이수나라는 이름 대신 개성댁으로 불리며 대가족을 거느린 문희와는 달리 독신주부. 언제나 문희의 편을 들며 문희로부터 해미의 뒷담화를 들은 후에는 마찬가지로 그녀를 '싹퉁바가지'라고 부른다. 어느날, 야심한 밤에 동생 이유나가 찾아왔지만 자매는 수십년전부터 사이가 나빴기에 썩 달가워하지만은 않는다. 최대한 마찰을 피하고자 빈방을 보여달라는 동생의 요구를 순순히 들어주다가 이사 올 사람이 있다는데도 계약을 하자는 동생의 말에 격분하여 몸싸움을 벌이다 동생이 구멍난 마룻바닥 모서리에 머리를 박고 즉사해버리자 급히 동생 시체를 바닥에 은폐한 다음 그 위에 못질을 해서 시신을 은폐한다. 그때 동생 휴대폰으로 부동산 계약메시지를 보고는 다음날 부산으로 떠날 준비를 하는데 난데없이 철봉이 찾아온다. 쌀쌀맞게 굴면 의심을 살까 싶어서 애써 미소를 띠며 친절하게 대해줬지만 바닥이 삐걱거리는 바람에 속이 찔려서 벌컥 화를 냈고 그와 멱살잡이까지 하며 싸움을 벌인 것이다.

이후 부산 금정동에 있는 동생집에 온 후, 동생으로 변장한 다음 장장 열흘동안 부동산 계약서에 도장을 찍어 동생이 내놨다는 땅을 모조리 처분한 것. 종적을 감춰버린 것도 바로 이 때문이었다. 이제 다시 서울로 돌아가기만 하면 됐지만 경찰서에서 걸려온 이수나 실종신고 전화를 받으면서부터 일이 꼬이기 시작한다. 결국 실종된 언니에게 재산을 넘기고 싶다는 핑계로 동생 재산을 모두 차지하려고 들었으나 실종된 사람에게 재산을 물려주는 건 불가능하다는 말을 들은 후 무슨 생각에서인지 늦은밤 다시 서울에 있는 자기집으로 돌아온다. 그런데 바로 그때 아래집 마루바닥에서 뭔가를 비닐에 담은채 차에 싣고 빠져나오는 강철봉을 동생 시체를 들고 경찰서에 간다고 생각해 다시 부산으로 발걸음을 돌렸다. 일흔이 다 되어가는 나이에 외국으로 도망칠 수도 없는 노릇이라 발만 동동 구르고 있던 그때 이번에는 이수나 살인사건 뉴스를 보게 된 것이다.
결국 이번에도 동생으로 변장해 언니의 시신을 인계받는 척 경찰서에 왔다가 우연찮게 문희와 만나 그녀의 집까지 오게 된다. 이때 해미랑 통화하던 문희가 해미를 가리키며 "싹퉁바가지"라고 말했는데 이 말에 며느리라고 말해버리는 바람에 변장 사실이 들통났고 얼마 안 있어 숨겨온 범죄행각도 만천하에 드러나 살인혐의로 교도소에 수감된다. 이후 무슨 생각이었는지 탈옥을 두 번이나 감행했지만 두 번 모두 순재의 신고로 잡히면서 순재에게 강력한 원한이 생겼고 두번째 탈옥 때는 자기머리를 내리쳐 기절시킨 준하에게까지 한을 맺는다. 그러다 89화에서 신문기사로 근황이 나왔다. 두번의 탈옥으로 형량이 늘어 무기징역을 선고받은 것. 그런데 이후에도 면회 온 순재에게 몰래 쪽지를 전해 이번엔 영영 안 잡힐 심정으로 헬기를 준비해달라고 하지만 이마저도 헬기를 타고 온 순재가 헬기를 돌려보내면서 실패했고 이로 인해 89화를 끝으로 하차하여 나혜미로 교체되었다.
이유나
부산에 살던 이수나(개성댁)의 쌍둥이 동생. 언니하고는 사이가 나빠서 수십년동안 왕래를 하지 않다가 어느날 생전 소유하고 있던 집과 땅들을 모두 부동산에 내놓은 채로 야밤 서울 언니집으로 찾아가 방 한칸만 내달라고 한다. 이후 빈방(유미네가 이사오기로 한 집)을 둘러보던 중 이사 올 사람 있다는 언니의 말도 무시하고 계약하자고 했다가 언니와 몸싸움을 벌였고 그만 부서진 마룻바닥 모서리에 머리를 박고 즉사해버린다.
- 윤서현 : 이서현 역 - 형사

경찰서 강력계 형사. 개성댁 살인사건에 대해 조사하던 도중 마룻바닥 안에 시체를 은폐한 강철봉을 체포한다. 하지만 무죄가 증명되고 진범의 윤곽이 드러남에 따라 풀어주게 되었지만 누명을 썼음에도 불구하고 일체의 저항도 항변도 하지 않고 순순히 잡혀온 그를 보면서 무언가 수상함을 느낀다. 그러다 바닥 안에 있던 시체 한 구가 더 있을지도 모른다는 예리한 추측까지 하게 됐지만 예상치 못한 기습으로 머리를 맞고 병원에 실려온다. 다행히 별다른 증세 없이 깨어났지만 똑같은 행동을 반복해서 일삼는 단기기억상실증에 걸려 우연히 보고 반하게 된 신지에게 3시간마다 한 번씩 고백을 날리는 촌극을 벌인다. 이후 강철봉의 이중신분과 그의 살인사건을 조사하던 중 개성댁 살인사건 때 자신이 세웠던 가설과 문제의 사건이 하나로 이어지고 있음을 알게 된다.
- 이병욱 -> 홍승모 : 박진우 역 - 국정원 요원으로 위장한 간첩 (중도 하차)

원래 강철봉과 같은 조총련계 간첩이었지만 자기네들을 배신하고 국정원 정보원 노릇을 하게 된 강철봉을 총으로 보복살해 한다. 이후 자신의 정체가 들킨 유정민까지 총으로 죽인 다음 강유미까지 노리려 했지만 그녀가 쏜 총에 맞아 즉사해버린다. 본래 증거 하나 안 남기고 살인을 저지르는 프로기술을 가졌지만 특이한 시가를 피우는 버릇 때문에 윤호에게 덜미가 잡힌다.
- 서현 : 한영민(29세) 역 - 뮤지컬 스태프 (중도 하차)

신지가 출연한 뮤지컬 "미남과 추녀" 스태프 중 한 명이자 그 뮤지컬 단장의 조카로 신지에게 치근덕대며 자신의 여자친구라고 떠벌리고 다닌다. 결국 신지와 사귀게 되지만 민용과 신지가 이혼한 사이였다는 것을 알게 된다. 이후 민용과는 원수가 되고 찌질하고 남자답지 못한 행동으로 신지와 이별하게 된다. 그 후 보복으로 신지를 뮤지컬단에서 해임시키도록 압력을 행사한다. 하지만 얼마 지나지 않아 신지는 해미의 도움으로 뮤지컬단에 재합류하게 되고 정작 자신이 다른 팀으로 가게 된다. 신지를 해임시키려다 실패하고 나서 술먹고 찾아와 또다시 술주정을 부리며 추태를 부리다 결국 경찰에 의해 쫓겨난다. 행실이 못된 전형적인 찌질이.
- 양영준 : 신대근 역 (아역 이재응)

동네 관장. 순재의 앙숙 친구. 어릴 적 나문희를 짝사랑했지만 나문희가 이순재와 결혼하게 되고 그에 대한 질투심으로 50년 동안 이순재를 따라다니며 괴롭힌다. 한번은 순재의 새 신을 압수하다가 준하 때문에 다시 순재에게 새 신을 돌려준다. 나문희만 보면 마음이 약해진다.
- 김희라 : 순재네 집 새로 온 가사도우미 (81화에서 첫 등장)

- 원종선 : 풍파고등학교 학생주임
- 이근우 : 김말복 역 - 범이의 할아버지, 순재의 친구
- 김희진 : 이경화 역 (중도 하차) - 순재가 어릴적 짝사랑하던 여자이다. 18회에서 순재랑 다시 만났는데 문희한테 다 들켜서 문희의 원수가 된다. 그 후 미국으로 이민을 갔다.
- 김동균 : 장철호 역 - 준하의 주식동업자. 준하와 같이 중국에 투자했던 주식이 대폭으로 상한가 친다.
- 주부진 : 주부진(영기엄마) 역 - 문희의 친구. 후속작 <지붕뚫고 하이킥!>의 출연자이다.
- 최재성 : 박진수 역 - 민용의 동료 교사로,민용과 둘이 친하지만 서민정 선생을 좋아해서 민용과 갈등이 생긴다.
- 송성희 : 윤 선생 역 - 민용의 동료교사
- 설윤희 : 박 선생 역 - 민용의 동료교사
- 김하림 : 풍파고등학교 이사장 역
- 유승민 : 경찰 역 - 이서현의 동료 경찰
- 윤영목 : 경찰 역 - 이서현의 동료 경찰
- 김호진 : 국정원 브리핑 요원 역
- 김태형 : 국정원 팀장, 쌈장라면 광고 감독 역 (1인 2역)
- 김기풍 : 국정원 요원 역
- 이철민 : 조총련 요원 역
- 남성진 : 괴한 역
- 시베리안 허스키 : 말복의 애완견 역

### 특별출연
- 손명은 : 무당 역 (7화)
- 박정상 : 약사 역 (8화)
- 조병곤 : 강도 역 (8화)
- 김추월 : 김밥집 주인 역 (8화)
- 전해룡 : 보리밥 많이 먹기 대회 사회자 역 (10화)
- 이용기 : 수리공 역 (11화)
- 김태종 : 택시 기사 역 (13화)
- 정성호 : 정성호 역 - 민정의 핸드폰으로 도토리를 구매하다가 윤호에게 돈을 갈취 당한다. (14화)
- 박규점 : 정성호의 직장 상사 역 (14화)
- 한태호 : 순재에게 욕을 보내는 소년 역 (15화)
- 김지애 : 편의점 근무자 역 (17화)
- 기연호 : 학교 이사장 역 (17화)
- 김홍수 : 청와대 직원 역 - 순재의 차를 들이받아 상처를 입힌다. (17화)
- 김미옥 : 중년 여인 역 (18화)
- 김영옥 : 이순재의 사촌누나 경애 역 (아역 설윤희) - 캐나다에 살다가 한국에 잠시 들어와서 순재네 집에 방문했다. 전에 식모였던 문희를 무시하다가, 해미에게 된통 당한 후에는 아무 말 못 한다. (10화[9], 22화)
- 진명선 : 순재의 큰어머니 역 (22화)
- 전성애 : 순재의 큰어머니 역 (22화)
- 최돈규 : 부동산 중개업자 역 (23화)
- 최윤준 : 택시 기사 역 (24화)
- 천명훈 : 일수머니 회장 아들 역 (26화)
- 이두경 : 준하의 친구 역 (26화)
- 김영대 : 택시 기사 역 (26화)
- 황민 : 이준수 역 - 뮤지컬 미남과 추녀의 감독 (31화)
- 백인철, 노지심, 홍상진 : 각각 나인철, 나지심, 나상진 역 - 나문희의 남매들이다. (36화)
- 왕태언 : 입시시험 감독 역 (37화)
- 맹봉학 : 준하의 직장상사 역 (37화)
- 이혜인 : 편의점 직원 역 (40화)
- 염정구 : 주차장 관리원 역 (40화)
- 현영임 : 금은방 주인 역 (40화)
- 김영선 : 풍파고등학교 수위 역 (41화)
- 이재욱 : 준하의 친구 역 (42화)
- 조선주 : 요가학원 강사 역 (43화)
- 안진수 : 요가학원 수강생 역 (43화)
- 곽정희 : 효자동 무당 역 (44화)
- 단지 : 김범이 연출한 ‘로미오와 줄리엣’에서 줄리엣 역을 맡은 학생 (46화)
- 정종현 : 택시 기사 역 (47화)
- 손윤상 : 준하의 친구 역 (50화)
- 금준희 : 해미가 입원한 병실 동료 역 (50화)
- 최성웅 : 순재의 친구 역 (52화)
- 남현 : 찬성의 어머니 역 (53화)
- 박우열 : 택시 기사 역 (55화)
- 신신범 : 노인 역 (58화)
- 김건호 : 노인 역 (58화)
- 윤성호 : 민수 역 - 이준하의 학교 선배로 어릴 때 모범생이던 이윤호를 현재의 싸움과 오토바이만 좋아하는 싸움짱으로 바뀌는데 일조하고 만다. (60화)
- 김대성 : 우주과학자 역 (60화)
- 최진홍 : 풍파고등학교 수학교사 역 (60화)
- 김미려 : 자칭 민정의 고등학교 시절 절친한 친구로, 미국 유학하기 전 잠시 민정의 집에 와있다. 윤호를 처음 본 순간 짝사랑하지만 윤호가 자신을 싫어한다는 사실을 모른 채 유학을 떠나게 된다. (61화)
- 나재균 : 국정원 팀장 역 (63화)
- 클라라 : 김윤주 역 - 이윤호와 사귀었다가 "그만 회자정리하자."며 헤어진 여학생 (64화)
- 정상훈 : 박현수 역 - 의학전문 채널 호스피털TV PD이며, '노년 한의사의 인간적인 삶과 헌신'이라는 컨셉트로 이순재를 취재한다. (65화)
- 김애경 : 영숙 역 - 이순재 친구의 아내로 애교가 넘친다. 나중에 나문희가 이 여자를 따라하며 이순재에게 애교를 부린다. 그래서 순재가 문희를 병원에 데려간다. (66화)
- 강기성 : 순재의 친구 역 (66화)
- 차상미 : 아줌마 역 (66화)
- 권관오 : 이준하의 직장 사장 역 (67화)
- 구중림 : 이준하의 직장 과장 역 (67화)
- 라윤경 : 이준하의 직장 동료 역 - 이준하가 잠깐 동서의 소개로 취직했던 회사의 직원이다. (67화)
- 이연선 : 삼천가든 여사장 역 (70화)
- 박정수 : 해미의 어머니 (80화)
- 송민형 : 해미의 아버지 (80화)
- 윤기원 : 윤기원 역 -풍파고등학교에서 육상코치로 잠깐 근무했으며 워낙 성질이 급하여 덜 익은 삼겹살을 먹기도 하고 팬티만 입고 돌아다닌다든가, 뜨거운 커피를 10초만에 마셔버리는 등 어이없는 행동을 일삼는다. 후속작《지붕뚫고 하이킥!》의 출연자이다. (82화)
- 조원석 : 이름이 꽤 알려진 감독 역. 캐스팅을 미끼로 오디션을 보러 온 신지에게 변태짓을 하려다 만만치 않은 신지에게 두들겨맞고 경찰서에 가게 된다. 증거가 충분하지 않고 유명인인 감독에 맞설 힘이 없었던 신지는 경찰관에게 대충 사과하고 마무리할 것을 종용받는다. 후속작《지붕뚫고 하이킥!》의 출연자이다. (83화)
- 이용진 : 풍파고등학교 교장 (83화)
- 윤승아 : 강유미 학교 단짝 친구 (94화, 99화)
- 이치우 : 이순재의 숙부 (96화)
- 아이비 : 순재네 병원에 특별 환자로 출연한다. (97화)
- 임지규 : 광고 모델 역 - 이윤호가 엑스트라로 참여한 라면 광고의 메인 모델 (99화)
- 권오중 : 풍파고등학교 유령 (101화)
- 송경철 : 조직보스. 허리가 아파 납치한 이순재에게 치료를 받는다. (104화)
- 정호빈 : 조직폭력배. 이순재가 명의인 줄 알고 납치하여 보스에게 침을 놓게 한다. (104화)
- 소유진 : 순재네 집의 임시 가사 도우미 (107화)
- 이시연 : 양서윤 역 - 민정과 신지의 중학교 동창생. 학창시절에 뻐드렁니 신지, 뚱뚱녀 민정이라고 놀리다가 나중에 그들에게 당한다. (114화)
- 김정 : 숙자 역 - 어린 시절 감나무집 식모출신으로 문희의 어린 시절 한 동네에서 살았던 친구. (138화)
- 이세영 : 이세영 역 - 유미가 사라지자 민호에게 대시한 1학년 여학생 (143화)
- 성시경 : 천재 작곡가 (144화)
- 타블로 : 세상이 대칭되기를 원하는 강박증이 있으며, 풍파고등학교에 영어교사로 잠깐 근무하면서 서민정을 짝사랑하지만 교통사고를 당한 후 1주일 만에 학교를 그만두게 된다. (150화)
- 강신조 : 이영철 역 - 해미의 대학 선배로, 한때 사귄 적이 있다. (151화)
- 한창현 : 유미를 데려간 국가정보원 요원 (152화)
- 김혜리 : 정준하의 옛 애인 (155화)
- 이윤석 : 나문희의 춤 선생 (161화)
- 최화정 : 범의 어머니 (163화)
- 김희정 : 미연 역 - 찬성의 소개로 민호와 친해진 친구 (164화)
- 옥택연 : 황찬성과 아이들 멤버 (167화)
- 닉쿤 : 황찬성과 아이들 멤버 (167화)
- 이석구 : 소명여자중학교 교장 역 (167화)
- 조현민
- 남정미
- 마이클 아놀드
- 박우천
- 현실 : 박해미의 친구
- 공재원 : 순재네 가족 사진 찍는 사진사 역
- 권영경
- 고진명 : 신지네 아파트 경비원 역
- 박통일
- 반강호
- 허영란
- 조선주
- 이정성 : 뉴스 앵커 (34화)
- 김선은 : 경호원 (22화)
- 김광인 : 이준하의 친구 창동으로 후속편 <지붕뚫고 하이킥>에서 초록병원 과장으로 출연한다. (54, 55화)
- 김민진
- 서경석 : 이준의 28년 후 모습. 1화 도입부에 28년 전인 2006년 지구에서 있었던 이야기의 화자다. (1화, 2화와 중반부에 출연)
- 정진영 : 치킨 배달부 (108화)
- 김풍선 : 김범이 연출을 맡은 로미오와 줄리엣에서 로미오 역할(46화)
- 노주현 : 민정의 아버지. 처음 민용을 만났을 때는 훌륭한 사윗감이라며 잘해주었지만 그가 애딸린 이혼남인데다 그의 전처와 자기딸이 동거를 하고 있음을 알고는 돌변해서 결혼을 반대한다. 그리고 민정의 짐을 멋대로 자기집으로 옮겨버린다. 똑바로 살아라의 출연자로 역시 민정과 부녀관계로 나왔다.
- 박준금 : 민정의 어머니 - 민용과 민정의 결혼을 반대한다.
- 이진혁 : 육상부코치 역
- 백승현
- 손영순
- 이시강
- 임병기 : 법대 교수 역 - "한의사가 의사인가 장사꾼인가"라는 제목으로 글을 올린 50대 교수. 순재가 그에게 악플을 써서 경찰서에 방문한다.[10] (58화)
- 배칠수 : 노무현 역 - 순재와 해미가 청와대에 방문할 때 등장한다. (17화)
- 유리 코스타브로브스키 : 발레리노. 신지의 여권과 민정의 전세금을 가지고 튄 후 상트페테르부르그로 간다. 훗날 공연때문에 신지와 다시 만나지만 놓쳐버리고 결국 이서현에 의해 잡힌다. 그러나 각서만 쓰고 다음날 러시아로 도망간다. (5화, 7화, 159화)
- 블라디미르 푸틴 : 러시아 크렘린궁에 한의학 강의를 하려고 방문할 때 나온다. (74회)
- 한태일 : 이태일 역 - 순재의 아버지. 준하가 제삿상을 훔쳐먹어서 상상속에서 준하에게 폭력을 휘둘른다. (59화)

## 결방 사유 및 편성 변경
2006년
- 11월 21일 : 올림픽 축구 대표팀 한일 정기전 중계방송으로 인한 결방
- 12월 11일 : 2006 도하 아시안 게임 중계방송으로 인한 결방
- 12월 28일 ~ 12월 29일 : 송년특집 <거침없이 하이킥 스페셜 - 명장면 베스트> 방송으로 대체

2007년
- 2월 16일 ~ 2월 19일 : 설날특집 <거침없이 하이킥 스페셜> 방송으로 대체
- 3월 16일 : 거침없이 하이킥 스페셜 <하이킥 인물열전 - 이순재 편> 방송으로 대체
- 4월 13일 : 거침없이 하이킥 스페셜 <하이킥 인물열전 - 박해미, 최민용 편> 방송으로 대체
- 5월 4일 : 거침없이 하이킥 스페셜 <하이킥 인물열전 - 유니폼 5부자와 김범 편> 방송으로 대체
- 5월 25일 : 거침없이 하이킥 스페셜 <하이킥 인물열전 - 서민정, 신지, 유미 편> 방송으로 대체
- 6월 15일 : 거침없이 하이킥 스페셜 <하이킥 vs 하이킥, 몸개그 열전> 방송으로 대체
- 6월 22일 : 거침없이 하이킥 스페셜 <하이킥 인물열전 - 민호, 윤호, 준 편> 방송으로 대체
- 6월 29일 : 거침없이 하이킥 스페셜 방송으로 대체
- 7월 18일 : 2007년 AFC 아시안컵 <대한민국 VS 인도네시아> 중계방송으로 인한 결방
- 7월 16일 ~ 7월 20일 : 거침없이 하이킥 클로즈업 스페셜 방송으로 대체

## 수상
- 2007년 MBC 방송연예대상 대상 - 이순재, 정준하
- 2007년 MBC 방송연예대상 코미디시트콤부문 최우수상 - 나문희
- 2007년 MBC 방송연예대상 코미디시트콤부문 우수상 - 박해미
- 2007년 MBC 방송연예대상 코미디시트콤부문 특별상 - 김병욱
- 2007년 MBC 방송연예대상 코미디시트콤부문 특별상 - 신지
- 2007년 MBC 방송연예대상 코미디시트콤부문 남자 인기상 - 최민용
- 2007년 MBC 방송연예대상 코미디시트콤부문 여자 인기상 - 박해미
- 2007년 MBC 방송연예대상 코미디시트콤부문 남자 신인상 - 정일우
- 2007년 MBC 방송연예대상 코미디시트콤부문 여자 신인상 - 박민영
- 2007년 Mnet 20's Choice 뉴스타상/드라마스타상 - 정일우
- 2007년 Mnet 20's Choice 베스트 캐스팅상 - 이순재
- 2007년 Mnet 20's Choice 베스트 커플상 - 김혜성
- 2007년 Mnet 20's Choice 베스트 커플상 - 김범
- 2007년 Mnet 20's Choice 베스트 키스상 - 최민용
- 2007년 Mnet 20's Choice 베스트 키스상 - 서민정

## OST
거침없이 하이킥 OST Part1, Part2가 디지털 싱글로 발매되었고, Part3는 향후 디지털 스페셜앨범으로 온라인에 출시되었다.

### Part 1
1. 거침없이 하이킥 - 무가당 (Opening Theme)
2. Love U Love U - 무가당 (Love Theme)
3. 왜 그래요 - 무가당 (나문희 Theme)
4. 삼부자 송 - 무가당 (준하, 민호, 윤호 Theme)

### Part 2
1. 사랑은 개나소나- 이경미
2. 그 자리에 - 이은주

### Special Edition
1. 사랑은 개나소나 (Full Ver) - 이경미

## 참고 사항
- 베트남에서 "Gia đình là số 1", Điền Quân Media & Entertainment (호찌민시) 가 2016년에 제작할 수 있도록이 시리즈를 개작했다. 첫 번째 에피소드는 2017년 1월 18일부터 월요일부터 목요일까지 방송되었다.[11]
- 주인공 한의사(이순재 분) 역에는 이순재 외에도 최불암이 거론됐으나 같은 채널 일일 청춘시트콤 《점프》에 출연했다가 시트콤 연기에 적응 못해 중도탈락한 경험[12] 탓인지 무산됐다.
- 나문희 자리에는 당초 전원주가 거론됐지만[13] SBS 새 프로그램 <잘 살아보세> MC를 맡아[14] 거절했다.
- 박해미 자리에는 애초 이경실이 물망에 올랐으나[15] SBS 헤이헤이헤이 시즌 2 고정 출연을 하게 되어[16] 거절했다.
- 신지 자리에는 최정윤이 물망에 올랐으나 tvN <로맨스 헌터> 캐스팅으로[17] 좌절됐다.
- 영화로 제작될 계획에 있었으나 배우들의 여러 가지 사정으로 인하여 무산되었다.
- 2009년 9월 7일부터 2010년 3월 19일까지 시즌2인 <지붕뚫고 하이킥!>이 방영되었다. 거침킥의 멤버인 이순재와 홍순창, 윤서현을 제외한 모든 배우가 교체되었으며 거침킥 배우 중 대다수가 카메오로 출연하기도 하였다.
- 홍순창과 나문희는 《우리들의 천국》이후 13년만에 재회하였다.
- 이순재와 나문희는 《상도》이후 5년만에 재회하였다.
- 2010년 8월 초록뱀미디어와 김병욱 PD의 재계약 성사로 2011년에는 시즌3(하이킥! 짧은 다리의 역습)을 방송했다.
- 2019년 2월 18일에 개국한 MBC ON에서도 방송되었다.